# Peponidium cuspidatum
Peponidium cuspidatum är en måreväxtart som beskrevs av Arenes. Peponidium cuspidatum ingår i släktet Peponidium och familjen måreväxter. Inga underarter finns listade i Catalogue of Life.